# Phenacoccus alienus
Phenacoccus alienus är en insektsart som beskrevs av De Lotto 1961. Phenacoccus alienus ingår i släktet Phenacoccus och familjen ullsköldlöss. Inga underarter finns listade i Catalogue of Life.